# Fauja Singh
Fauja Singh (sinh ngày 1 tháng 4 năm 1911) là một ông già người Sikh, được biết đến do các thành tích chạy bộ cự ly xa cao tuổi.. Ở tuổi 100, ông là người cao tuổi nhất từng hoàn tất một cuộc marathon, tại Toronto vào ngày 16 tháng 10 năm 2011. Ông là người chạy marathon gốc Ấn Độ giữ kỷ lục thế giới trong nhóm tuổi của ông. Kỷ lục cá nhân gần đây của ông ở cuộc chạy Marathon London (2003) là 6 giờ 2 phút, còn kỷ lục chạy marathon cho độ tuổi từ 90, là 5 giờ 40 phút, khi ông 92 tuổi, ở cuộc chạy Toronto Waterfront Marathon năm 2003.

## Tiểu sử
Fauja Singh sinh trong một gia đình nông dân ở Ấn Độ. Khi còn là sinh viên, ông đã ham thích môn thể thao chạy. Ông quản lý một nông trại nhỏ ở quê ông trong những điều kiện khó khăn, cho tới khi 81 tuổi. Sau khi vợ ông qua đời, ông di chuyển sang Anh sống với các con. Tại đây, ông lại bắt đầu tập chạy sau 70 năm không tập. Năm 2000, ở tuổi 89, ông tham gia cuộc chạy marathon đầu tiên ở London.
Singh đã từng nói: "Tôi sẽ không ngừng chạy cho đến khi tôi chết. Mục tiêu tiếp theo - nếu Chúa muốn – là trở thành vận động viên marathon già nhất từ xưa đến nay". và: "Tôi nghĩ tới việc chạy khi 63 tuổi, vào lúc mà người ta bắt đầu nghỉ hưu...và ngày nay tôi đã thắng một cuộc chạy marathon khi 93 tuổi".
Năm 2004, Singh đã có vai trò nổi bật trong chiến dịch quảng cáo cho hãng sản xuất quần áo giày dép thể thao Adidas cùng với David Beckham và Muhammad Ali. Ông cũng tham gia các cuộc chạy vì mục đích từ thiện, đặc biệt cho British Heart Foundation và Bliss, một tổ chức chăm sóc các trẻ em sinh thiếu tháng, và cho tổ chức People for the Ethical Treatment of Animals (PETA) ở Hoa Kỳ, một tổ chức bảo vệ quyền động vật. ·  · .
Singh, một người ăn chay, giữ kỷ lục Vương quốc Anh các môn chạy 200 m, 400 m, 800 m, một dặm và 3000 m trong nhóm tuổi của ông, các kỷ lục đều thiết lập trong thời gian dưới 94 phút.
Ở tuổi 100 (và 6 tháng), Singh đã gắng sức và hoàn thành 8 "kỷ lục điền kinh thế giới theo nhóm tuổi" (world age group records) trong một ngày, tại "Special Ontario Masters Association Fauja Singh Invitational Meet", diễn ra ở Sân vận động Birchmount tại Toronto, Ontario Canada, do các quan chức ở Canada đo giờ, Singh đã chạy 100 mét trong 23.14, 200 mét trong 52.23, 400 mét trong 2:13.48, 800 mét trong 5:32.18, 1500 mét trong 11:27.81, Một dặm trong 11:53.45, 3000 mét trong 24:52.47 và 5000 mét trong 49:57.39. Mỗi lần đánh bại kỷ lục trước kia trong lớp tuổi đó (một số cự ly không có người giữ kỷ lục trước kia vì không hề có ai ở độ tuổi trên 100 đã cố gắng để chạy cự ly này), một số điểm của ông cũng là vượt trội đáng kể so với kỷ lục thế giới được liệt kê trong nhóm tuổi đàn ông 95.
Ba ngày sau, ngày 16 tháng 10 năm 2011, Singh trở thành người già 100 tuổi đầu tiên hoàn thành một cuộc chạy marathon tại Toronto Waterfront Marathon trong 8:11:06. Tuy nhiên, Singh đã chậm mất hơn 14 phút để vượt qua vạch xuất phát, sau phát súng báo hiệu, nên số giờ chạy của ông được ghi thành 8:25:17. Hiện nay ông tập chạy mỗi ngày từ 12 tới 16 km.
Ông hiện cư ngụ ở Ilford, Essex, Anh. Ông có sáu người con và 13 người cháu.

## Thành tích
- Chạy lại ở tuổi 81
- Chạy Marathon: London (5), Toronto (1), thành phố New York (1)
- Bắt đầu chạy Marathon: London, năm 2000, lúc 89 tuổi
- London Flora Marathon 2000: 6 giờ 54 phút
- London Flora Marathon 2001: 6 giờ 54 phút
- London Flora Marathon 2002: 6 giờ 45 phút
- Bupa Great North Run (Bán-Marathon) 2002: 2 giờ 39 phút
- London Flora Marathon 2003: 6 giờ 02 phút
- Toronto Waterfront Marathon 2003: 5 giờ 40 phút
- New York City Marathon 2003: 7 giờ 35 phút
- London Flora Marathon 2004: 6 giờ 07 phút
- Glasgow City Half Marathon 2004: 2 giờ 33 phút
- Capital Radio Help a London Child 10.000 m 2004: 1 giờ 08 phút
- Toronto Waterfront Half Marathon 2004: 2 giờ 29 phút 59 giây